# Rhipicentor
Genre
Rhipicentor est un genre de tiques de la famille des Ixodidae.

## Distribution
Les espèces de ce genre se rencontrent en Afrique.

## Liste des espèces
Selon Guglielmone & al., 2010 :
- Rhipicentor bicornis Nuttall & Warburton, 1908
- Rhipicentor nuttalli Cooper & Robinson, 1908

## Publication originale
- Nuttall & Warburton, 1908 : On a new genus of Ixodoidea together with a description of eleven new species of ticks. Proceedings of the Cambridge Philosophical Society, vol. 14, p. 392-416.